# Église San Pietro in Oliveto de Brescia
L'église San Pietro in Oliveto est une église de la ville de Brescia en Lombardie. Elle jouxte le monastère du même nom situé le long du côté est de la colline Cidneo. L'église est également connue sous le nom de San Pietro in Castello bien que son nom officiel (qui est très peu usité) soit Chiesa dei Santi Pietro e Paolo (église Saint-Pierre-et-Saint-Paul).

## Origine

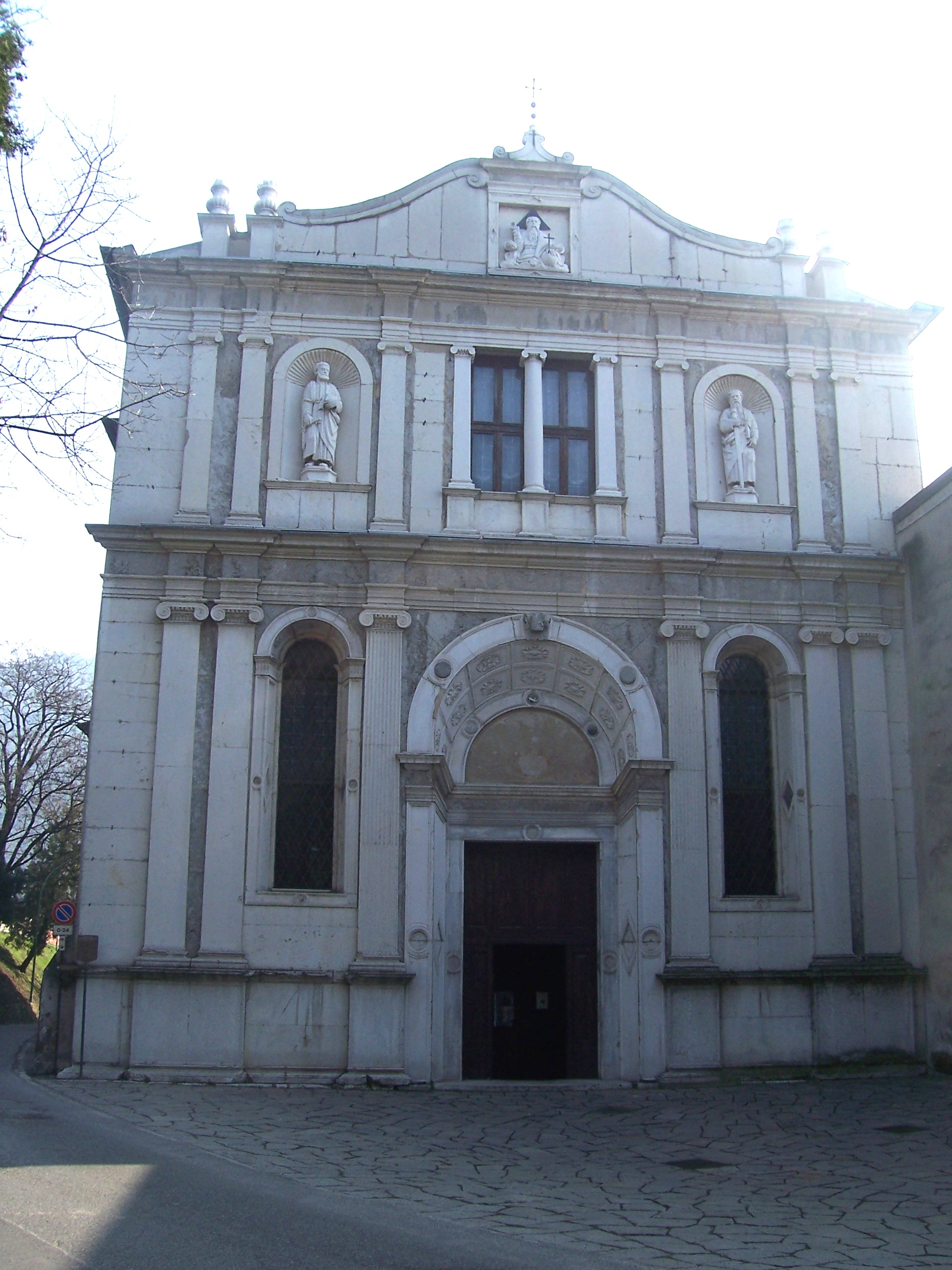
L'Église San Pietro in Oliveto

La légende veut que l'église ait été bâtie sur les vestiges d'un temple romain dédié à Jupiter et qu'elle ait été fondée par l'apôtre Barnabé mais il est plus probable qu'elle ait en fait été fondée au VIIIe siècle, car il n'existe aucun document d'époque attestant la réalité de ces faits. Les premières informations concrètes datent de 1094 et de l'arrivée d'un groupe de religieux : les chanoines réguliers de saint Augustin.
Entre 1112 et 1122, l'édifice fut agrandi par l'ajout d'une église romane qui engloba totalement l'ancien bâtiment de style lombard dont il ne reste des traces que dans la nef nord. La nouvelle église fut consacrée en 1148 par le Pape Eugène III.

## Œuvres
Plusieurs œuvres sont exposées dans l'église parmi lesquelles :
- La Salita al Calvario (« Montée au Calvaire ») de Paolo da Caylina le Jeune.
- La Vision de sainte Thérèse d'Angelo Trevisani.
- Plusieurs éléments décoratifs de l'intérieur dont des bustes des apôtres de Gasparo Cairano.